# Hævnskak
En hævnskak er at give en skak (true modstanderens konge) i et spil skak, når denne handlings eneste formål er at trække tiden ud i en stilling, hvor spillet er uigenkaldeligt tabt. Fordi der gives skak, er den kommende vinder tvunget til at imødegå hævnskakken og kan ikke udføre sit vindende træk, før dette er sket. Det forekommer, at taberen kan give en hel serie hævnskakker, inden den angrebne får placeret sin konge i sikkerhed og kan hjemføre sin gevinst. Hævnskak må formelt anses for at være et taktisk element i spillet, men er ifølge definitionen ikke relevant at tage i betragtning.
At give hævnskakker i stedet for at opgive spillet eller lade sig sætte mat anses for at være mindre god tone mellem dygtige spillere. Afhængigt af situationen og forholdet mellem spillerne kan der dog forekomme tilfælde, hvor hævnskakken eller -skakkerne opfattes som en morsomhed fra den tabende spillers side.
For at der kan tales om hævnskak, skal denne skak være formålsløs i andre henseender end at trække spillets varighed ud. Der vil ikke være tale om hævnskak, 
- hvis der i stillingen er mulighed for, at vinderen kan overse en anden trussel og derfor kan komme til at tabe spillet på en overseelse ved at parere skakken på forkert måde. Dog skal den mulige overseelse ikke være helt usandsynlig.
- hvis der gives en serie "formålsløse" skakker, når det sker for at passere en tidskontrol.